# TRI Train Rental

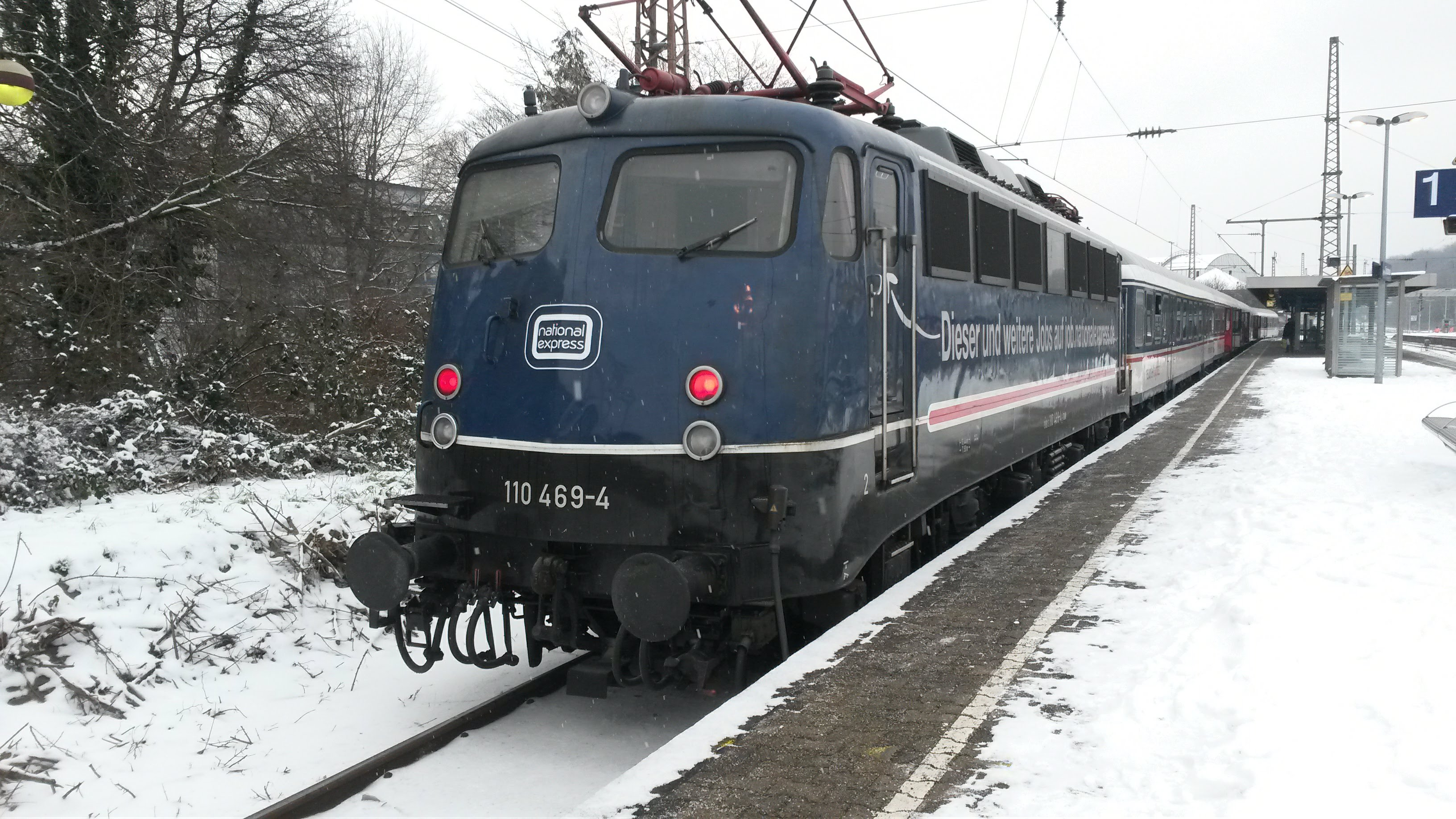
110 469 von Train Rental auf der Linie RB 48 in Wuppertal-Oberbarmen

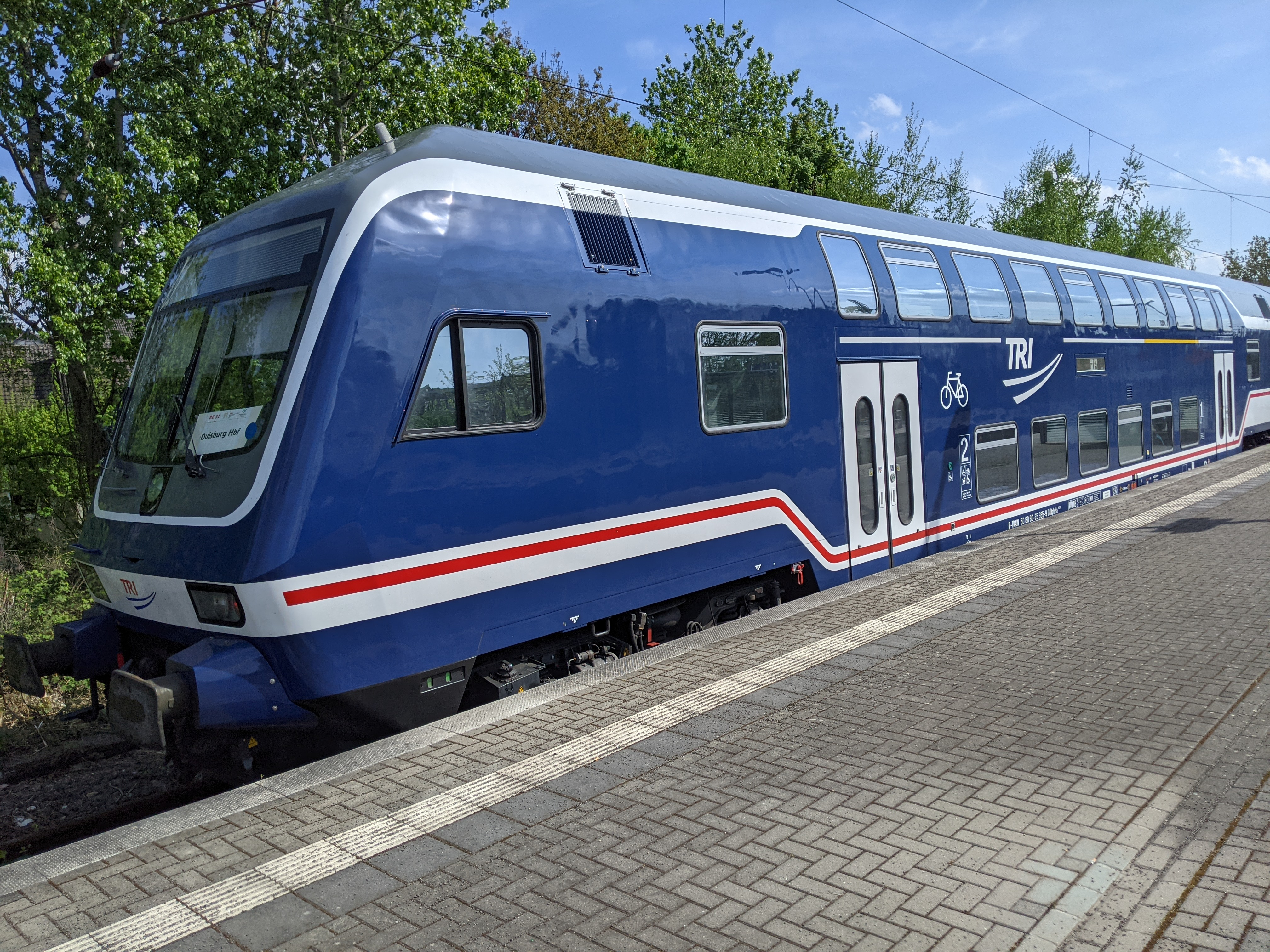
Doppelstockwagen von Train Rental auf der Linie RB 31 in Moers

Die TRI Train Rental GmbH, Fahrzeughalterkennzeichnung der Europäischen Eisenbahnagentur TRAIN, ist ein deutsches Eisenbahnverkehrsunternehmen, welches sich der Erhaltung historischer Schienenfahrzeuge widmet. Über ihr eigentliches Ziel, die betriebsfähige Aufarbeitung eines Triebzugs der Baureihe 403 hinaus, hat sich TRI zu einem Dienstleister für Sonder-, Ersatz- und Notverkehre entwickelt. Im Dezember 2018 begann die TRI mit Fahrten des Verkehrsvertrages Sonderzüge NRW und 2022 mit Ersatzverkehr für die SWEG Bahn Stuttgart (MEX 12 und MEX 17) sowie für Arverio Baden-Württemberg (MEX 13, RE 8, RE 90).

## Fahrzeuge
Die TRI hat dreizehn Elektrolokomotiven, darunter fünf der DB-Baureihe E 10, zwei der Baureihe 145, sechs Fahrzeuge der Baureihe 111 und 80 Reisezugwagen in ihrem Eigentum. Der Personenwagenpark besteht hauptsächlich aus n-Wagen. 2023 kamen auch klimatisierte Doppelstockwagen der Bauart 1995 dazu.

## Verkehre mit Verkehrsvertrag
Seit Januar 2024 betreibt TRI nach gewonnener Ausschreibung erstmals auch regulären Schienenpersonennahverkehr. Auftraggeber ist der Verkehrsverbund Rhein-Ruhr. Der Verkehrsvertrag lief zunächst bis Dezember 2024, TRI konnte jedoch auch die nachfolgende Ausschreibung gewinnen. Der Verkehrsvertrag läuft bis Dezember 2027.
| Linie | Name            | KBS | Zuglauf                                                      | Vertragslaufzeit |
| ----- | --------------- | --- | ------------------------------------------------------------ | ---------------- |
| RB 37 | Niers-Erft-Bahn | 495 | Neuss Hbf – Meerbusch-Osterath – Krefeld-Oppum – Krefeld Hbf | 2024–2027        |

## Ersatz-/Not-/Verstärkerverkehre
- 2009–2010: Eurobahn (RE 13 in Nordrhein-Westfalen)
- 2012: DB Regio Nordost (RE 18 in Sachsen und Brandenburg)
- 2016–2022: National Express (RB 48 in Nordrhein-Westfalen)
- 2016–2020: Bayerische Oberlandbahn (Meridian in Bayern und Österreich)
- 2016–2018: DB Regio Nord (RE 6 in Schleswig-Holstein)
- seit 2018: Verkehrsvertrag Sonderzüge NRW, Verstärkerverkehre zu Veranstaltungen auf verschiedenen Linien (go.Rheinland, Verkehrsverbund Rhein-Ruhr, Nahverkehr Westfalen-Lippe)
- 2019: Abellio NRW (RE 19 in Nordrhein-Westfalen)
- 2019: Länderbahn (Alex Süd in Bayern)
- 2019–2020: Go-Ahead (RE 90 in Baden-Württemberg und Bayern)
- 2020: Abellio NRW (S 3 in Nordrhein-Westfalen)[2]
- 2020–2021: Abellio BW (RE 10, RB 18 in Baden-Württemberg)
- 2022: Verkehrsverbund Rhein-Ruhr (RB 40 in Nordrhein-Westfalen)[7]
- 2022: Zweckverband Nahverkehr Westfalen-Lippe (RE 11 in Nordrhein-Westfalen und Hessen)[8]
- seit 2022 bis voraussichtlich 2025: Arverio (RE 90 und RE 8 in Baden-Württemberg und Bayern)
- 2022–2024: SWEG Bahn Stuttgart GmbH (MEX 12 Stuttgart–Tübingen;RB17c Bretten-Bruchsal)
- 2022-heute: MEX 13 Stuttgart–Aalen
- 2023: DB Regio Baden-Württemberg als Verstärkerzug für den RE 14a Stuttgart–Böblingen
- 2024: Verkehrsverbund Rhein-Ruhr / go.Rheinland (Fußball-Europameisterschaft-Sonderlinie Dortmund–Gelsenkirchen–Düsseldorf–Köln)[9]
- 2025: Eurobahn/Verkehrsverbund Rhein-Ruhr (RE 3 in Nordrhein-Westfalen)
- 2025: RheinRuhrBahn/Verkehrsverbund Rhein-Ruhr (RB 31 in Nordrhein-Westfalen; nur als Wagenvermieter, Betrieb durch smart rail GmbH)
- 2025: National Express/go.Rheinland/Verkehrsverbund Rhein-Ruhr/Nahverkehr Westfalen-Lippe (RE3, RE 4, RE 6 und RE 11 in Nordrhein-Westfalen)